# Nationale Autonome Universität von Mexiko

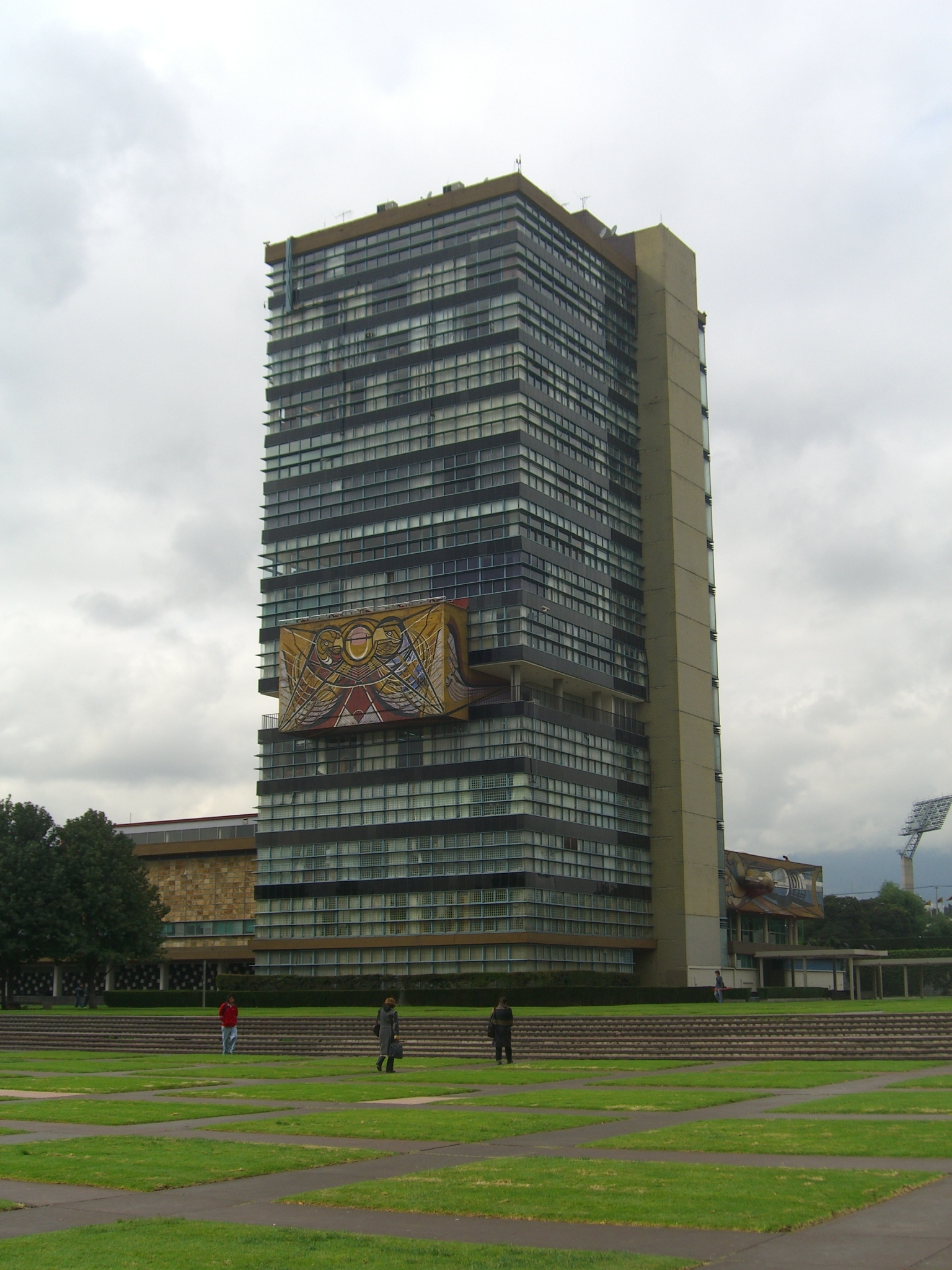
Rektoratsturm der UNAM
Architekten: Enrique del Moral, Mario Pani Darqui und Salvador Ortega Flores

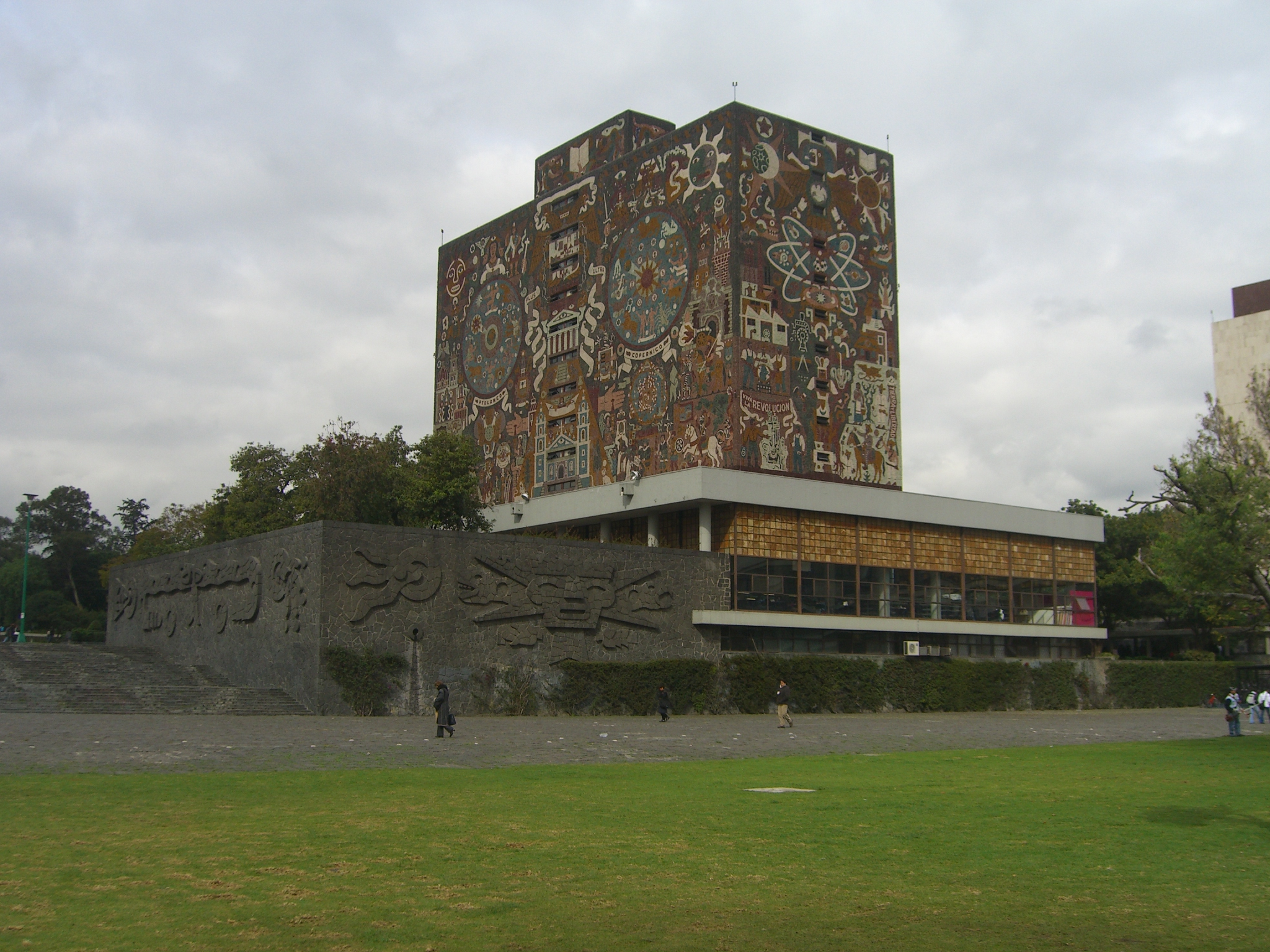
Zentralbibliothek
Architekt: Juan O’Gorman

Die Nationale Autonome Universität von Mexiko (Universidad Nacional Autónoma de México, kurz UNAM) ist die älteste und eine der größten Universitäten des amerikanischen Kontinents. Sie ist nach dem jährlichen „World University Ranking“ der britischen Beratungsfirma QS für 2018 die drittbeste (und zugleich die größte) lateinamerikanische Universität nach der Universidad de Buenos Aires und der Universidade de São Paulo. Im weltweiten Vergleich rangiert UNAM auf dem 122. Platz, kurz nach der Humboldt-Universität zu Berlin (Platz 120) und vor der Freien Universität Berlin (Platz 125). Laut einer Studie der Tageszeitung The Times aus dem Jahr 2005 ist die UNAM die beste Universität im spanisch- und portugiesischsprachigen Raum. Im weltweiten Vergleich wurde Platz 95 erreicht.
Das Ensemble der Gebäude, Sportanlagen und Freiflächen des großen Campus (Ciudad Universitaria) wurde zum Weltkulturerbe erklärt.

## Geschichte

### Gründung
Am 21. September 1551 stellte der spätere König Philipp II. im Namen seines Vaters Karl V. die Gründungsurkunde für die Real y Pontificia Universidad de México aus. Am 25. Januar 1553 wurde sie von Neuspaniens Vizekönig Luis de Velasco in der Straße Calle de San Ildefonso im Centro Histórico („Historisches Zentrum“) von Mexiko-Stadt eingeweiht. Die Universität wurde 1865 vom mexikanischen Kaiser Maximilian aufgelöst.

### Neugründung im 20. Jahrhundert
Im Frühjahr 1910 wurde die Universität auf Initiative von Justo Sierra als Universidad Nacional de México neu gegründet und am 22. September 1910 durch Staatspräsident Porfirio Díaz eröffnet. Nach den entbehrungsreichen Jahren der Revolution konnte sich die Universität ab 1920 als Institution verfestigen. Die vollständige Autonomie errang die Universität jedoch erst nach dem ersten Studenten- und Professorenstreik ihrer Laufbahn am 26. August 1929. Weitere Ausstände folgten 1936 und 1944.
1954 bezogen Studierende und Lehrkräfte die neue „Universitätsstadt“ Ciudad Universitaria im Süden von Mexiko-Stadt.

### Academia de San Carlos
Die Escuela Nacional de Artes Plásticas (ENAP) und die Escuela Nacional de Arquitectura (ENA), Fachbereiche für Kunst und Architektur, gingen 1929 aus der Academia de San Carlos hervor.

### Soziale Bewegungen
1968 befand sich die UNAM inmitten von studentischen Protesten, die im Massaker von Tlatelolco (Matanza de Tlatelolco) auf dem Platz Plaza de las Tres Culturas gipfelten. Bei dem Massaker, für das sich seit dem 30. Juni 2006 der damalige Innenminister und spätere Präsident Luis Echeverría Álvarez (1970–76) wegen Völkermord verantworten muss, starben Hunderte von Studenten. Es markierte eine Zäsur in der Geschichte Mexikos.
Die Universität erlebte zahlreiche weitere studentische Aufstände, unter anderem in den Jahren 1987 und 1999. Beide waren die Reaktion auf den Versuch der Regierung, den öffentlichen und unentgeltlichen Universitätscharakter einzustellen. Der Streik gegen die neoliberale Bildungspolitik von 1999 zog sich über neun Monate hin und hatte die vollständige Lahmlegung des Universitätsbetriebs zur Folge.

## Studierende
Aufnahmebedingungen:
- Abitur (Bachillerato) mit einer Mindestdurchschnittsnote von „7“ (das mexikanische Notensystem geht von 0 bis 10, wobei die niedrigste Bestehensnote 6 ist)
- Aufnahmeprüfung (aufgrund begrenzter Aufnahmeplätze)

## Bekannte Dozenten
siehe hierzu auch Kategorie:Hochschullehrer (Nationale Autonome Universität von Mexiko) und Liste der Rektoren der Nationalen Autonomen Universität von Mexiko
- Octavio Paz (1914–1998), Schriftsteller und Nobelpreisträger
- Mario J. Molina (1943–2020), Chemiker und Nobelpreisträger
- Rosario Castellanos (1925–1974), Schriftstellerin
- Erich Fromm (1900–1980), Psychologe (1950)
- Pablo González Casanova (1922–2023), Soziologe (1966–1984)
- Raquel Sosa Elízaga, Historikerin
- Marcela Lagarde (* 1948), Anthropologin
- Hans-Jürgen Zubrod, Fachbereich Angewandte Molekularbiologie
- Luis E. Miramontes (1925–2004), Chemiker (Erfinder der Babypille)
- Rodrigo Jokisch (* 1946), Soziologe
- Rodolfo Neri Vela (* 1952), Astronaut
- Elena Poniatowska (* 1932), Schriftstellerin und Journalistin
- Carlos Fuentes (1928–2012), Schriftsteller
- Juan L. Rayces (1918–2009), Optiker

## Auszeichnungen
2009 wurde der Universität der spanische Prinz-von-Asturien-Preis in der Sparte Kommunikation und Humanwissenschaften zugesprochen. Zur Begründung hieß es, die Universität sei in ihrer hundertjährigen Geschichte ein akademisches und erzieherisches Modell für zahlreiche Generationen von Studenten gewesen und habe die iberoamerikanische Sphäre mit den bedeutendsten Intellektuellen und Wissenschaftlern bereichert. Sie habe ferner berühmten Exilanten des Nachkriegs-Spanien großzügig Zuflucht gewährt, leistungsfähige Strömungen humanistischer, liberaler und demokratischer Gedanken in Amerika gefördert und ihren maßgeblichen Einfluss durch Schaffung einer Vielzahl von Institutionen erweitert, die die akademische Welt bereichern und mit der Gesellschaft verbinden, der sie dienen.

## UNESCO-Weltkulturerbe
Der Campus wurde 2007 zum UNESCO-Weltkulturerbe erklärt.